# یفعان (یمن)
 یفعان  روستایی است در (عزلهٔ السواد) از توابع استان بیضاء در کشور یمن در شبه جزیره عربستان است. 

## جمعیت
جمعیت آن ( ۳۹۲ ) نفر (۱۵ خانوار) می‌باشد.